# لاسال (انتاریو)
لاسال، انتاریو (به انگلیسی: LaSalle) یک شهرک در کانادا است که در شهرستان اسکس، انتاریو واقع شده‌است.

## خصوصیات
لاسال ۲۸٬۶۴۳ نفر جمعیت دارد.